# Theodoxus elongatulus
Theodoxus elongatulus is een slakkensoort uit de familie van de Neritidae. De wetenschappelijke naam van de soort is voor het eerst geldig gepubliceerd in 1854 door Morelet.